# تيمبو (مغني راب)
ديفيد سانشيز باديلو (من مواليد 25 سبتمبر 1977) ، المعروف باسم تيمبو ، هو مغني راب وكاتب أغاني بورتوريكو.  كان الشخصية البارزة في مشهد موسيقى الريغيتون منذ أواخر التسعينيات حتى اعتقاله في عام 2002. أطلق سراحه عام 2013 بعد أن أمضى 11 عاما في السجن. على الرغم من نجاح تيمبو أثناء ظهور الريغيتون ، إلا أن شعبيته تلاشت بعد سجنه ؛ يعتبر في الوقت الحاضر شخصية مثيرة للجدل ضمن هذا النوع.  

## روابط خارجية
- قناة Tempo  على يوتيوب